# میرپور خاص، پاکستان
میرپور خاص (به اردو: میرپور خاص) شهری در استان سند کشور پاکستان است که در سرشماری سال ۲۰۰۶ میلادی، ۲۱۹٫۹۰۱ نفر جمعیت داشته است.